# Zabórie (Kémerovo)
|  | Per a altres significats, vegeu «Zaborie». |

Zabórie (en rus: Заборье) és un poble (un possiólok) de l'óblast de Kémerovo, a Rússia, que en el cens del 2010 tenia 6 habitants, pertany al districte de Mariïnsk.